# Eishockey-Oberliga 1965/66
Die Saison 1965/66 der Eishockey-Oberliga war die achte Spielzeit der Liga als zweithöchste deutsche Eishockeyspielklasse unter der Bundesliga. Die Meisterschaft wurde durch ein Entscheidungsspiel der beiden punktgleichen Ersten entschieden, wobei sich der Berliner Schlittschuhclub gegen den EV Landsberg durchsetzte. Berlin stieg damit direkt in die höchste Liga auf und wurde durch den Bundesliga-Absteiger VfL Bad Nauheim ersetzt.
Durch den Rückzug von Bundesliga-Absteiger TuS Eintracht Dortmund spielte die Liga nur mit elf Mannschaften. Der Letzte, Eintracht Frankfurt konnte im Relegationsspiel gegen den Zweiten der Regionalliga, den Kölner EK, die Klasse verteidigen.

## Voraussetzungen

### Teilnehmer
Der aus der Bundesliga abgestiegene TuS Eintracht Dortmund zog sich vor Beginn der Saison vom Spielbetrieb zurückzog und löste sich auf. Die Liga spielte daher mit elf statt zwölf Mannschaften. 
Während der laufenden Spielzeit schloss sich die Eishockeyabteilung des Münchner EV am 7. Januar 1966 dem FC Bayern München an und spielte die Saison unter dem neuen Namen zu Ende.
Folgende elf Mannschaften nahmen teil:
- Berliner Schlittschuhclub
- EC Deilinghofen (Aufsteiger)
- Eintracht Frankfurt
- EHC Holzkirchen
- EV Landsberg
- TEV Miesbach
- Münchener EV/FC Bayern München
- SG Nürnberg
- EC Oberstdorf
- EV Rosenheim (Aufsteiger)
- ERC Sonthofen

### Modus
Wie in den Vorjahren spielten die teilnehmenden Mannschaften eine Einfachrunde aus, sodass jeder Verein jeweils ein Heim- und ein Auswärtsspiel gegen die übrigen Mannschaften bestritt. Der Erstplatzierte stieg am Ende der Spielzeit direkt in die Bundesliga auf. Der Letztplatzierte musste hingegen in einer Relegationsrunde gegen den Meister  Regionalliga um seinen Platz in der Oberliga spielen.

## Abschlusstabelle
|     |                           | Sp | S  | U | N  | Tore    | Punkte |
| --- | ------------------------- | -- | -- | - | -- | ------- | ------ |
| 01. | Berliner Schlittschuhclub | 20 | 13 | 3 | 04 | 096:066 | 29:11  |
| 02. | EV Landsberg              | 20 | 14 | 1 | 05 | 097:060 | 29:11  |
| 03. | Bayern München            | 20 | 11 | 5 | 04 | 086:050 | 27:13  |
| 04. | TEV Miesbach              | 20 | 11 | 4 | 05 | 086:064 | 26:14  |
| 05. | EC Oberstdorf             | 20 | 11 | 2 | 07 | 100:080 | 24:16  |
| 06. | ERC Sonthofen             | 20 | 10 | 1 | 09 | 101:096 | 21:19  |
| 07. | EHC Holzkirchen           | 20 | 09 | 3 | 08 | 072:065 | 21:19  |
| 08. | EC Deilinghofen           | 20 | 06 | 2 | 12 | 072:096 | 14:26  |
| 09. | SG Nürnberg               | 20 | 06 | 1 | 13 | 077:102 | 13:27  |
| 10. | EV Rosenheim              | 20 | 04 | 3 | 13 | 070:100 | 11:29  |
| 11. | Eintracht Frankfurt       | 20 | 02 | 1 | 17 | 032:110 | 05:35  |

Abkürzungen: Sp = Spiele, S = Siege, U = Unentschieden, N = Niederlagen

Aufstieg zur Bundesliga, Relegation zur Oberliga, 
Entscheidungsspiel um die Meisterschaft
Berliner Schlittschuhclub – EV Landsberg 8:6

## Relegation
Für die Relegation hatte sich der Kölner EK als zweiter der Regionalliga qualifiziert. Die Paarung war damit identisch zu Relegation des Vorjahres. Erneut konnte sich Eintracht Frankfurt durchsetzen.
Eintracht Frankfurt – Kölner EK 5:4
Die Oberliga wurde 1966/67 kurzfristig in zwei regionale Gruppen geteilt und die Gruppe Nord aufgestockt, so dass Köln trotzdem aufstieg.